# وحدة العملة العالمية
هناك نوعان مختلفان من وحدة العملة العالمية المستخدمة اليوم ولهما أصول واستخدامات مختلفة.

## التاريخ
اقترح لوك سانغهو وحدة العملة العالمية في جامعة لينقنان في هونج كونج. كان المقصود أولاً من وحدة العملة العالمية أن تكون الأساس لتسمية السندات العالمية وأداة للدين الصادر عالمياً والناس والمؤسسات تؤديها في جميع أنحاء العالم. وببساطة، إنه سلة مرجحة للناتج المحلي الإجمالي للعملات الرئيسية ويتم فهرسة كل منها مقابل التضخم في البلدان المعنية. يتم تعريف وحدة العملة العالمية إستنادا لسنة المقارنة، حيث أن كل وحدة تمثل نفس القوة الشرائية العالمية كما في سنة المقارنة، عندما تساوي 1 دولار أمريكي. فإذا كان هناك تضخم ستصبح قيمة وحدة العملة العالمية أكثر من دولار واحد بعد سنة الأساس لكنها ستمثل نفس القوة الشرائية. بينما تعد السلة غير المفهرسة التي تدعى أيضاً السلة القياسية للعملات الرئيسية أساساً لاشتقاق مؤشرات سعر الصرف الفعالة التي ثبت أنها سهلة الجمع ومتفوقة على معظم مؤشرات أسعار الصرف الفعالة والرسمية.
دعت ريت مورسون للوحدة النقدية الأرضية القياسية منذ عام 1998 وما زالت تدافع عنها وتؤديها. ومع ذلك، فإنه ليس عملياً تقديمه في خطوة واحدة لأسبابٍ سياسية وبالتالي فإن الطريقة المثالية للتقديم هي تحريك الدول عملتها الوثيقة تدريجياً أو في بعض الحالات اعتماد عملة دولة أخرى كسلسلة من الخطوات التي تقترب من الوحدة النقدية الأرضية القياسية. وقد تشمل الأمثلة البلدان التي اعتمدت الدولار الأمريكي كعملة لها فعلاً أو الأسترالي وانضمام قوى نيوزلندا أو اعتماد جزر المحيط الهادئ لعدد كبير من عملات الدول. ومن الناحية المثالية، تتفق جامعة ساوزيست ميسورى ستيت مع إزالة الحواجز التجارية ونقل القوانين الدولية للإنتظام.

## كيف تعمل
هناك نوعان من المنتجات المميزة التي اعتمدت اليوم على اسم «وحدة العملية العالمية».
انكماش «وحدة العملة العالمية»: هي عبارة عن سلسلة موحدة من العملات، والعملات الوطنية لأكبر 20 اقتصاد وطني تقاس بالناتج المحلي الإجمالي والتي تأسست في عام 2008. يعد رفع قيمة السلسلة وفقاً للنمو النسبي للاقتصاد، حيث يتم استبدال العملات الرئيسية بعملات أخرى في حال تجاوز مقدار الناتج المحلي الإجمالي باقتصاد وطني آخر، كما يعتبر بديل غير سياسي وعالمي لوحدة التحكم الإلكترونية، ويتم استخدامه كعملة مرجعية للمستثمرين والشركات العالمية التي تسعى لتخفيض تقلبات أسعار الصرف الثنائية.
وحدة العملة العالمية: هي وحدة مفهرسة للمحاسبة والتي تمثل وحدة القوة الشرائية العالمية الحقيقة.
نظراً لأن كل وحدة متميزة وتمثل وحدة ثابتة من القوة الشرائية، فإن سعر الفائدة المذكور في السندات المقومة بالعملة المحلية يمثل معدلفائدة حقيقي. فمن الناحية المبدئية فإن الجهات المصدرة من مختلف أنحاء العالم للتصنيف المشترك للسندات كان باستخدام وحدة العملة العالمية، والوضوح الأكبر في أسعار الفائدة الحقيقة. كما سوف ينتج أسواق ذات رأس مال أكثر كفاءة. يتقارب فهم المدخرون والمقترضون حول العالم فيما تعنيه كل نقطة من وسائل المصلحة ويتم حمايتهم من مصدرين رئيسيين من الشك، وهما مخاطر التضخم وخسارة الصرف.